# Втрати силових структур внаслідок російського вторгнення в Україну (липень — вересень 2019)
У статті наведено список втрат українських військовослужбовців у російсько-українській війні з липня по вересень 2019 року.

## Список загиблих з 1 липня до 30 вересня 2019 року
| №        | Світлина Емблема | Прізвище, ім'я, по-батькові                                   | Про особу | Дата смерті               | Обставини смерті |
| -------- | ---------------- | ------------------------------------------------------------- | --- | ------------------------- | --- |
| Липень   |                  |                                                               | |                           | |
| 4198     |                  | Майборода Сергій Григорович                                   | 2 грудня 1971, Слов'янськ Донецька область. Мешкав в смт Билбасівка Слов'янського району. Старший матрос, старший водій батальйону морської піхоти 36 ОБрМП. Закінчив Слов'янський технікум за факом автослюсаря. Строкову службу проходив у ракетній дивізії радянської армії у Красноярському краї РРФСР. Працював на Слов'янському заводі «АІС» автослюсарем, водієм. Задля забезпечення сім'ї їздив на заробітки. Захоплювався технікою, займався боксом та легкою атлетикою. На початку 2017 вступив на військову службу за контрактом, був водієм санітарного автомобіля. Залишилися сестра, брат, дружина, донька, син (футболіст ФК «Зоря») та онуки. | 1 липня 2019              | Близько 10:50 під час виїзду на евакуацію пораненого поблизу с. Водяне санітарний автомобіль Hummer HMMWV був обстріляний з ПТРК. В результаті прямого влучення ракети водій загинув на місці. Похований в смт Билбасівка. |
| 4199     |                  | Шевченко Ірина Вікторівна («Скажена»)                         | 1 листопада 1970, 48 років, Дар'ївка (Білозерський район) Херсонська область. Мешкала у Херсоні. Сержант, санітарний інструктор медпункту батальйону морської піхоти 36 ОБрМП. Працювала продавцем на Дніпровському ринку Херсона. Активна учасниця Революції гідності, херсонського Євромайдану. Після окупації Криму російськими військами стала волонтером «Херсонської чайки», допомагала армії на адмінкордоні з Кримом, потім регулярно їздила на східний фронт. Пройшла кілька медичних курсів, — як волонтер медичного загону швидкого реагування «Влад» та два курси у Києві, після чого викладала тактичну медицину на полігоні «Широкий Лан». 11.05.2015 вступила на військову службу за контрактом, була санінструктором 1-го десантно-штурмового батальйону, по тому — радіотелефоністом-санінструктором бригадного медпункту 2-го батальйону, виконувала завдання в с. Широкине. У грудні 2016 була нагороджена орденом «За мужність». Залишилася сестра. | 1 липня 2019              | Близько 10:50 під час виїзду на евакуацію пораненого поблизу с. Водяне санітарний автомобіль Hummer HMMWV був обстріляний з ПТРК. В результаті прямого влучення ракети військовий медик дістала тяжкі поранення та опіки, померла о 14:10 в лікарні м. Маріуполь. Похована в Херсоні, на кладовищі Геологів на Алеї Героїв. |
| 4200     |                  | Лобода Едуард Віталійович («Фугас»)                           | 2 січня 1994, Підопригори Лебединський район Сумська область. Старший солдат, оператор-радіотелефоніст 2-го розвідувального взводу розвідувальної роти 24 ОМБр. Гарно малював, писав вірші, захоплювався військовою справою. У 2012 вступив до історичного факультету СумДПУ, де провчився 2 курси. Брав участь в Революції Гідності. З 2014 по 2016 навчався у Лебединському ВПУ лісового господарства, за фахом автослюсаря-водія категорії «С» та кранівника. Працював на приватному підприємстві «Надь» водієм-кранівником та підприємстві «Суми Софтранс» водієм. Періодично їздив у зону АТО добровольцем ДУК, — окремої тактичної групи імені капітана Воловика (серпень 2016 — травень 2017), ТГ «Сапсан» (травень 2017 — жовтень 2018), був інструктором з мінно-саперної справи, розвідником. Воював в районі Мар'їнки, Авдіївки, Пісків, шахти «Бутівка». З 26.10.2018 служив з побратимами у 24-ій бригаді за контрактом. Залишились батьки та двоє братів, один з яких служить у 27 ОРеАБр. | 4 липня 2019              | 3 липня, під час виконання бойового завдання з протидії ДРГ противника, о 12:20 підірвався на фугасі в районі м. Мар'їнка. Едуард, який був попереду своєї групи, прикрив побратимів від вибуху, прийнявши весь удар на себе. Помер наступного дня в міській лікарні м. Курахове від отриманих важких поранень. Похований в с. Підопригори. |
| 4201     |                  | Жуков Олег Анатолійович                                       | 4 травня 1977, Краматорськ Донецька область. Солдат, стрілець-помічник гранатометника 2-го відділення 1-го взводу 2-ї роти 1-го мехбатальйону 54 ОМБр. 2003 закінчив Донбаську ДМА за спеціальністю «Обробка металів тиском», інженер-технолог. Працював на Старокраматорському машинобудівному заводі слюсарем, інженером-конструктором, маркетологом, начальником виробничо-диспетчерського відділку та старшим майстром виробничої дільниці верстатних робіт. 26.12.2018 вступив на військову службу за контрактом. Залишилися мати і брат. | 4 липня 2019              | Загинув близько 17:00 районі хутора Вільний (Золоте-4), що входить до складу м. Золоте, від кулі снайпера. Похований у Краматорську, на кладовищі мкрн Жовтневий. |
| 4202     |                  | Локтіонов Владислав Олександрович                             | 7 жовтня 1976, Дніпро (Чечелівський район міста). Солдат, старший навідник 2-го гранатометного відділення взводу вогневої підтримки 1-ї штурмової роти 24 ОШБ «Айдар» 53 ОМБр. Закінчив ПТУ-20 за фахом слюсаря-сантехніка та газоелектрозварника. Працював бригадиром-сантехніком у різних будівельних фірмах, у ТОВ «Сантехбуд». В липні 2015 був мобілізований як доброволець, 92 ОМБр, 1-й батальйон, протитанковий взвод, гранатометник (СПГ), потім — розвідник-кулементник. 13.05.2016 біля понтонної переправи поблизу с. Лобачеве (Новоайдарський район) перебрався на інший берег річки Сіверський Донець, щоб забрати звідти човен, але був захоплений російськими найманцями. У полоні його спробували використати в російській пропаганді, знявши «інтерв'ю» для «Лайф Ньюз». 27.12.2017 був звільнений з полону, судився з військовою частиною, яка звільнила його «за самовільне залишення місця служби». 29.05.2019 повернувся на службу за контрактом — у батальйон «Айдар». Залишились мати і 8-річний син. | 7 липня 2019              | Загинув близько 20:00 біля смт Південне, від уламкових поранень внаслідок мінометного обстрілу ВОП з боку окупованої Горлівки. У зведенні Міноборони повідомляли про потужний мінометний обстріл Південного з 20:00 до 21:10 — 47 мін 120-го та 3 міни 82-го калібрів. Похований у Дніпрі. |
| 4203     |                  | Фака Антон Олександрович                                      | 8 вересня 1997, Березанка Миколаївська область. Молодший сержант, навідник взводу безпілотних літальних апаратів 406 ОАБр ВМС України. Грав у футбол за клуб «Березанка». 2014 закінчив Надбузький професійний аграрний ліцей за фахом «слюсар з ремонту автомобілів, водій автотранспортних засобів категорії С». У серпні 2016 вступив на військову службу за контрактом. Також грав за бригадну футбольну команду в «Лізі АТО». Залишились мати і старший брат, який служив у морській піхоті в Криму і вийшов з окупованої території у 2014. | 10 липня 2019             | Близько 15:00, на південному виїзді з с. Гранітне (Волноваський район), ворожим ПТРК з боку окупованого с. Нова Мар'ївка було уражено військовий автомобіль КрАЗ-5233. В результаті влучання ракети у кузов Антон загинув, ще один боєць дістав тяжкі уламкові поранення. Неподалік, на блокпосту на виїзді з села, стояв автомобіль новопризначеного голови Донецької ОДА, він не постраждав. Похований в смт Березанка. |
| 4204     |                  | Колодяжний Олександр Леонідович («Кол»)                       | 1 січня 1974, Жовті Води Дніпропетровська область. Мешкав у м. Дніпро. Старший сержант, заступник командира розвідувального взводу 74 ОРБ. Строкову службу проходив у 1-ій самохідній артилерійській батареї 91-го артилерійського полку. Працював в Дніпрі у компанії «IDS» охоронцем та торговим представником. Мобілізований 02.08.2014 як доброволець, на фронті — з 01.09.2014. Учасник оборони ДАП (дві ротації, у жовтні та листопаді 2014), боїв в авдіївській промзоні, в районі Маріуполя, чотири рази був поранений на фронті. Кавалер ордену «За мужність» та ордену «Народний Герой України». Залишилися мати і дорослий син. | 11 липня 2019             | 27 червня дістав важкі поранення внаслідок підриву на міні під час виконання бойового завдання в районі м. Мар'їнка. 11 липня о 7:36, не приходячи до свідомості, помер у Головному військовому госпіталі м. Київ. Похований на військовій ділянці Краснопільського цвинтаря. 07.09.2019, після обміну утримуваними особами між Україною та РФ, стало відомо, що розвідник Колодяжний дістав поранення під час забезпечення спецоперації СБУ із вивезення з окупованої території Володимира Цемаха, який був причетний до збиття Боїнга-777 у липні 2014. Цемах був переданий РФ в рамках цього обміну. |
| 4205     |                  | Салітра Володимир Богданович                                  | 24 липня 1989, Волиця (Жовківський район) Львівська область. Старший солдат, заступник командира бойової машини — навідник-оператор 2-го відділення 3-го взводу 9-ї роти 3-го батальйону 24 ОМБр. Після смерті батьків оформив опікунство над молодшим братом. У листопаді 2016 вступив на військову службу за контрактом. Залишились сестра і брат. | 11 липня 2019             | Загинув близько 23:30, під час бойового чергування на спостережному посту, біля с. Тарамчук Мар'їнського району, від кулі снайпера калібру 12,7 мм. Похований в с. Волиця. |
| 4206     |                  | Лісовол Дмитро Олександрович («Діма-Гром»)                    | 24 жовтня 1987, Рокитне Київська область. Старший солдат, кулеметник — командир протитанкового відділення протитанкового взводу механізованого батальйону 92 ОМБр. Закінчив профтехучилище за фахом «столяр будівельний, тесляр верстатних деревообробних верстатів». Після строкової служби працював охоронцем, вантажником, слюсарем у ТОВ «Агросоюз РП» та ПП «ТіСО Сервіс», потім на різних будівництвах. 15.03.2017 підписав контракт на три роки, пройшов підготовку в 169 НЦ «Десна». З 15.06.2017 виконував завдання в районі м. Мар'їнка. Пройшов три ротації в зоні АТО/ООС. Розлучений, залишилися батьки, дві сестри та двоє дітей, син 2011 р.н. та донька 2014 р.н. | 15 липня 2019             | Загинув внаслідок обстрілу поблизу м. Авдіївка, — під час бою о 15:15 дістав поранення розривною кулею, втратив багато крові, помер о 17:40 в реанімації. (Прим. В Пресцентрі ООС повідомляли про обстріл Авдіївки з боку окупованого Спартака з гранатометів, ВКК та стрілецької зброї). Похований на центральному кладовищі смт Рокитне. |
| 4207     |                  | Бігус Богдан Дмитрович («Каспер», «Баррет»)                   | 12 червня 1991, Хмельницький. Старший солдат, снайпер 8 ОПСпП. Активний учасник Революції Гідності, 27-ма вінницька сотня Самооборони. 14.03.2014 добровольцем пішов на полігон НГУ у Петрівцях, 06.04.2014 склав присягу у батальйоні НГУ ім. Кульчицького, був снайпером, воював в Краматорську та Слов'янську (1-й блокпост «Рибхоз»), Лимані та Ямполі. У 2016 підписав контракт в ЗСУ. Залишились мати, дружина та двоє маленьких дітей, — молодший син народився у листопаді 2017. | 18 липня 2019             | Загинув під час вогневого зіткнення з ДРГ противника, від чисельних осколкових поранень внаслідок підриву на вибуховому пристрої з «розтяжкою». Похований у Хмельницькому на Алеї Героїв міського кладовища Ракове. |
| 4208     |                  | Джерелейко Роман Васильович                                   | 4 листопада 1988, Волочиськ Хмельницька область. Солдат, гранатометник 2-го мотопіхотного взводу 2-ї роти 3 ОМПБ «Воля» 24 ОМБр. Вступив на військову службу за контрактом 15.08.2016. У 2018 воював в районі Горлівки. 05.04.2019 підписав черговий контракт. Залишились батьки, брат (учасник АТО/ООС, 24 ОМБр), дружина і син 2012 р.н. | 19 липня 2019             | Увечері, під час проведення інженерних робіт з обладнання бліндажу в районі Мар'їнки дістав важке поранення кулею снайпера, втратив багато крові, помер в лікарні Курахового. Похований у Волочиську. |
| 4209     |                  | Бардалим Олександр Володимирович («Бармалей»)                 | 13 лютого 1986, Корсунь-Шевченківський Черкаська область. Старшина, командир 2-го мотопіхотного взводу 2-ї роти 3 ОМПБ «Воля» 24 ОМБр. Здобув фах водія у місцевому ПТУ. Працював в охоронній фірмі «Алєкс» та у Харкові, вступив на заочну форму навчання до Уманського національного університету садівництва. Досліджував природу, займався різним конструюванням. З 24.04.2015 проходив службу за мобілізацією, воював в районі м. Щастя. Згодом підписав контракт, який неодноразово продовжував, останній раз — 16.08.2018. Залишились мати, сестра, дружина та син 2012 р.н. | 19 липня 2019             | Прибув на позицію в районі Мар'їнки, де було поранено солдата Джерелейка, з командиром роти брав участь в його евакуації. За 15 м від позиції, під час закріплення тяжкопораненого на ношах, ворожий снайпер поцілив у старшину. Від поранення у бік та руку протягом хвилини помер на місці обстрілу. Похований в Корсуні-Шевченківському. |
| 4210     |                  | Вітюк Микола                                                  | 15 лютого 1997, 22 роки, Олеша (Тлумацький район) Івано-Франківська область. Військовослужбовець ЗС України (підрозділ не уточнено). | 19 липня 2019             | За повідомленням заступника голови Тлумацької ОТГ І. Мандара, помер/загинув на Сході України (місце й обставини не уточнені). |
| 4211     |                  | Румигін Шаміль Маджидович (Румигін Семен (Шаміль) Михайлович) | 1 грудня 1997, Дніпро (Самарський район міста). Солдат, стрілець-снайпер розвідроти 25 ОПДБр. Українець татарського походження, онук військового хірурга, активний член мусульманської громади Дніпра. Здобув вищу освіту за двома спеціальностями одночасно, відкрив свій магазин. Допомагав будувати мечеть у Кам'янському, писав краєзнавчі доповіді («З історії мусульман Наддніпрянщини». Семен Румигін, 15.01.2018), написав наукову роботу про історичну мечеть Дніпра. В січні 2019 вступив на військову службу за контрактом. Залишились батьки, — Маджид і Вікторія, в яких Олександр був єдиною дитиною. | 21 липня 2019             | Загинув близько 8:25 поблизу м. Щастя, під час висування на спостережний пост ВОП «Фасад», в результаті підриву на встановленому ДРГ противника вибуховому пристрої. Шаміль намагався витягти пораненого солдата Скітченка, який підірвався на першому пристрої, але зачепив другий пристрій, в результаті вибуху обидва десантники загинули на місці, ще двоє дістали поранення. Похований на мусульманській ділянці Краснопільського кладовища Дніпра. |
| 4212     |                  | Скітченко Нікіта Олександрович («Скіф»)                       | 8 травня 2000, 19 років, Великоцьк Міловський район Луганська область. Солдат розвідроти 25 ОПДБр. У 18 років вступив на військову службу за контрактом. Залишилася мати, — Нікіта був єдиним сином. | 21 липня 2019             | Загинув близько 8:25 поблизу м. Щастя, під час висування на спостережний пост ВОП «Фасад», в результаті підриву на встановленому ДРГ противника вибуховому пристрої. Микита наступив на міну, і йому відірвало ногу. Коли побратим Шаміль Румигін намагався його витягти, стався другий вибух, обидва десантники загинули на місці. Поховання 24 липня у Великоцьку. |
| 4213     |                  | Україна                                                       | 33 роки. Солдат ЗС України (підрозділ не уточнено). | 21 липня 2019             | За повідомленням ЗМІ (без посилання на джерела інформації), у покинутому будинку в с. Водяне (Ясинуватський район) знайдено військовослужбовця з кулевим пораненням в груди. За попередніми даними, — самогубство, на місці події знайшли і вилучили закріплений за бійцем автомат зі спорядженим магазином. |
| Серпень  |                  |                                                               | |                           | |
| 4214     |                  | Стоєв Олександр Любенович                                     | 27 вересня 1994,Салиха Таращанський район Київська область. Військовослужбовець ЗСУ (підрозділ не уточнено, ймовірно, 1129 ЗРП, Біла Церква), водій. 2016 закінчив Таращанський агротехнічний коледж. Того ж року розпочав службу у військах ППО. Залишились батьки, наречена. | 1 серпня 2019             | Помер/загинув (місце й обставини не уточнено, повідомлення Таращанської РДА). Похований в с. Салиха. |
| 4215     |                  | Шарко Олександр Олександрович                                 | 20 жовтня 1988, Братськ Іркутська область РРФСР. Мешкав у с. Савинка Козелецький район Чернігівська область. Старший матрос, стрілець-помічник гранатометника 1-го відділення 1-го взводу десантно-штурмової роти 1 ОБМП 36 ОБрМП. З родини військових (батько — офіцер, мати була медсестрою у військовому шпиталі). Після розпаду СРСР у 1991 родина переїхала на Козелеччину, в с. Олбин, потім осилилася в с. Савинка. Закінчив школу із золотою медаллю, здобув фах програміста в Остерському коледжі будівництва та дизайну. Продовжив навчання у КНЕУ імені Вадима Гетьмана, на юридичному факультеті за фахом правознавця. Працював у Києві помічником адвоката. 26.09.2017 підписав контракт на військову службу. Залишились батьки і сестра. | 6 серпня 2019             | О 10:20, під час інженерних робіт з обладнання позицій ВОП поблизу с. Павлопіль, внаслідок ворожого обстрілу, від мінно-вибухових травм загинули четверо військовослужбовців. На місці вибуху виявлена воронка, що характерна для розриву артилерійського боєприпасу, але вивчені звукові обставини показують, що міна, швидше за все, була переобладнана таким чином, що її запуск здійснювався без застосування самого міномета (постріл з РПГ-7 з використанням міни калібром 82 мм, яка була прикручена до реактивного двигуна гранати). Похований в с. Олбин. |
| 4216     |                  | Рак Владислав Миколайович                                     | 28 грудня 1998, Козелець Чернігівська область. Матрос, гранатометник 1-го відділення 1-го взводу десантно-штурмової роти 1 ОБМП 36 ОБрМП. Займався спортом. Закінчив Чернігівський профліцей залізничного транспорту за фахами муляра, штукатура, лицювальника-плиточника. 26.09.2017, у 18 років, вступив на військову службу за контрактом. Залишились батьки, брат і сестра. | 6 серпня 2019             | О 10:20, під час інженерних робіт з обладнання позицій ВОП поблизу с. Павлопіль, внаслідок ворожого обстрілу, від мінно-вибухових травм загинули четверо військовослужбовців. Скоріш за все, постріл було зроблено з РПГ-7 з використанням міни калібром 82 мм, яка була прикручена до реактивного двигуна гранати. Похований у Козельці. |
| 4217     |                  | Курдов Василь Миколайович                                     | 14 травня 1999, Ганнівка (Братський район) Миколаївська область. Матрос, навідник 1-го відділення 1-го взводу десантно-штурмової роти 1 ОБМП 36 ОБрМП. Займався спортом, грав у футбол, брав участь у змаганнях з настільного тенісу. У квітні 2018 вступив на військову службу за контрактом. Залишились батьки та двоє молодших братів. | 6 серпня 2019             | О 10:20, під час інженерних робіт з обладнання позицій ВОП поблизу с. Павлопіль, внаслідок ворожого обстрілу, від мінно-вибухових травм загинули четверо військовослужбовців. Скоріш за все, постріл було зроблено з РПГ-7 з використанням міни калібром 82 мм, яка була прикручена до реактивного двигуна гранати. Похований в с. Ганнівка. |
| 4218     |                  | Шандра Сергій Іванович                                        | 30 березня 1995,Торчин (Хмільницький район) Вінницька область. Солдат, старший стрілець 1-го відділення 1-го взводу десантно-штурмової роти 1 ОБМП 36 ОБрМП. Навчався в Хмільницькому профліцеї сфери послуг за фахом будівельника. Працював трактористом-механізатором у місцевому фермерському господарстві. 28.11.2018 був призваний на строкову військову службу, за три місяці підписав контракт. Залишились мати і сестра. | 6 серпня 2019             | О 10:20, під час інженерних робіт з обладнання позицій ВОП поблизу с. Павлопіль, внаслідок ворожого обстрілу, від мінно-вибухових травм загинули четверо військовослужбовців. Скоріш за все, постріл було зроблено з РПГ-7 з використанням міни калібром 82 мм, яка була прикручена до реактивного двигуна гранати. Похований в с. Торчин. |
| 4219     |                  | Романенко Роман Сергійович («Біч»)                            | 21 січня 1994, Дніпро (Самарський район міста). Молодший лейтенант, заступник командира групи спеціального призначення ОЗСпП «Азов» НГУ. Був єдиною дитиною в сім'ї. Займався боксом, бігом, кросфітом, любив подорожувати, захоплювався фотографією, був фаном ФК «Дніпро». Навчався у ДНУ ім. О. Гончара за спеціальністю «Маркетинг», брав участь у студентському русі «Bionic Leader School». Під час Революції Гідності їздив на київський Майдан. У листопаді 2015 перевівся на заочну форму навчання і приєднався до «Азова», пройшов курси снайперської підготовки. У 2016—2017 виконував завдання на Маріупольському напрямку, отримав звання сержанта, став командиром відділення снайперів. З 2017 по 2018 постійно виконував бойові завдання по всій лінії фронту (Водяне, Широкине, Павлопіль, Мар'їнка, Авдіївка, Катеринівка тощо), з лютого 2019 — на Світлодарській дузі, у березні витяг пораненого командира з поля бою, у травні отримав офіцерське звання. Залишилася мати. | 10 серпня 2019            | Загинув близько 13:30 в районі м. Світлодарськ, від уламкових поранень внаслідок підриву на ворожому фугасі, під час виконання бойового завдання групою розвідки, яка відстежувала пересування противника. Після цього почався обстріл з автоматичного гранатомету з боку окупованого с. Лозове, що завадило евакуювати тіло загиблого воїна («азовці» тричі намагалися дістати побратима). 11 серпня луганські пособники окупантів вивезли тіло з «сірої зони» поблизу с. Розсадки, 13 серпня відбулась передача тіла в районі мосту біля м. Щастя. Похований у м. Дніпро. |
| 4220     |                  | Дашковець Дмитро Дмитрович                                    | 26 березня 1983, Миропіль Романівський район Житомирська область. Сержант, заступник командира взводу 36 ОБрМП. Захоплювався футболом, грав за ФК «Миропіль». Тривалий час проходив службу за контрактом. З 2001 служив у 95 ОАеМБр, 2003 проходив навчання миротворчих місій ООН у Польщі, 2004 перебував у складі миротворчого контингенту в Іраку, 2005 проходив навчання у США. Загалом, взяв участь у понад 10 міжнародних навчань. Був інструктором з підготовки особового складу до миротворчих місій ООН. Здійснив понад 100 стрибків з парашутом. Під час війни у 2015 входив до складу рятувально-парашутно-десантної групи спецпризначення, у 2016 проходив службу в зоні АТО у 25 ОПДБр. 2019 відряджений до бригади морської піхоти в зону ООС. Залишилися брат, дружина та донька. | 12 серпня 2019            | Помер в лікарні ім. Мечникова м. Дніпро, де перебував три доби у стані коми, внаслідок важкого поранення голови 9 серпня в районі с. Широкине у Приазов'ї. Обставини поранення під час бойового чергування з'ясовує слідство, версії — самогубство та необережне поводження зі зброєю. Похований в смт Миропіль, на кладовищі району Кам'янка, поряд із загиблим в ДАП Олександром Атаманчуком. |
| 4221     |                  | Колбун Олександр                                              | 24 лютого 1999, 20 років, Вовчицьк Маневицький район Волинська область. Військовослужбовець (підрозділ не уточнено). Виховувався тіткою, згодом — дядьком. Закінчив Маневицький професійний ліцей. Вступив на військову службу за контрактом навесні 2019 року, в район проведення ООС відбув 23.07.2019. | 14 серпня 2019            | Згідно повідомлення голови Маневицької РДА А. Линдюка, загинув у зоні ООС в Луганській області (обставини не уточнено). Похований у Вовчицьку, пам'ять полеглого вшанував очільник верхньої палати Сенату Республіки Польща маршал Станіслав Карчевський, який на чолі делегації польських парламентаріїв відвідав Волинську область. |
| 4222     |                  | Євстигнєєв Василь Володимирович                               | 6 грудня 1980, Дорожинка Вільшанський район Кіровоградська область. Солдат, командир відділення протитанкового взводу роти вогневої підтримки мотопіхотного батальйону 72 ОМБр. По закінченні школи працював на місцевій молочнотоварній фермі. У 1998—2000 пройшов строкову службу, повернувся на те саме підприємство, а після його реорганізації займався ремонтно-будівельними роботами. Деякий час працював водієм та підсобним робітником в агропромисловій компанії «Розкішна». З 02.02.2015 до червня 2016 проходив службу за мобілізацією у 72 ОМБр, з 02.09.2016 до грудня 2018 служив за контрактом у 10 ОГШБр. Мав намір відкрити власний бізнес по розведенню овець та кіз, але 05.06.2019 знову підписав контракт і повернувся на фронт. Розлучений, залишилися дві доньки та двоє братів. | 14 серпня 2019            | Загинув близько 23:30 від поранень у груди внаслідок обстрілу ВОП біля хутора Вільний (Золоте-4) з СПГ та ВКК з боку окупованої Мар'ївки (Золоте-5), що входять до складу м. Золоте. Похований в с. Дорожинка. |
| 4223     |                  | Гаврик Костянтин Миколайович                                  | 15 серпня 1978, Токмак Запорізька область. Сержант, командир відділення 74 ОРБ (потребує підтвердження). З 14.02.2015 проходив службу в 72 ОМБр, командир бойової машини — командир відділення. Воював у промзоні м. Авдіївка, був поранений. | 15 серпня 2019            | За повідомленням у соцмережах, близько 2:00 на спостережному пункті біля с-ща Піски (Ясинуватський район) загинули двоє бійців 74-го розвідбату, ще один дістав тяжкі осколкові поранення (обставини не уточнені). Прим. За даними пресцентру ООС, за добу 15 серпня втрат внаслідок ворожих обстрілів не було. Лікарі дніпровської лікарні ім. Мечникова повідомляли про тяжко пораненого бійця, 34-річного Дмитра, якого доправили до лікарні у стані коми вранці 15 серпня. Представник пресцентру ООС Віктор Шубець в коментарі InfoResist підтвердив інформацію про двох загиблих 15 серпня: «15-го числа ще два військовослужбовця, які втратили життя не через участь в бойових діях, а з інших причин. Це не бойові втрати, тому вони не озвучувалися». |
| 4224     |                  | Попко Олексій Олегович                                        | 10 липня 1986, Дніпро. Старший солдат, номер обслуги 74 ОРБ. Навчався у ДНУ ім. О. Гончара. На фронті — з 2015, по закінченні першого контракту повернувся додому та невдовзі знову вирушив на передову, — у морській піхоті воював на Маріупольському напрямку. Третій контракт мав закінчитися в серпні 2019. Залишилися батьки, дружина, дворічна донька та 17-річний син від першого шлюбу. | 15 серпня 2019            | За повідомленням у соцмережах, близько 2:00 на спостережному пункті біля с-ща Піски (Ясинуватський район) загинули двоє бійців 74-го розвідбату (обставини не уточнені). Похований у Дніпрі, на Чаплинському кладовищі. Під час прощання комроти лейтенант Вадим Негробов зазначив: «Він загинув при виконанні бойового завдання у Пісках під час перестрілки. Бійці захищали наші позиції і спостерігали за діями супротивника». Прим. Під час поховання на хресті вказана дата смерті 14.08.2019. |
| 4225     |                  | Таран Богдан Леонідович                                       | 23 лютого 1999, 20 років, Дмитрівка (Петропавлівський район) Дніпропетровська область. Солдат, військовослужбовець строкової служби 15 ОП Східного ОТО НГУ, в/ч 3035, м. Слов'янськ. Був ді-джеєм у сільському Будинку культури. З 2017 працював на шахті ШУ «Дніпровське», спочатку учнем гірника підземного, згодом — машиністом підземних установок на ділянці конвеєрного транспорту № 2. В листопаді 2018 подав заяву у військкомат про бажання служити в армії, призваний 26.11.2018, був направлений до слов'янської військової частини НГУ. Останнім часом виконував завдання з охорони об'єкту у Рубіжному на Луганщині. Залишились батьки. | 18 серпня 2019            | Загинув під час проходження військової служби в м. Рубіжне, в результаті вибуху, що стався близько 18:00 внаслідок порушення заходів безпеки при поводженні зі зброєю та боєприпасами, ще троє нацгвардійців зазнали поранень. Похований в с. Дмитрівка. Прим. Солдатів строкової служби НГУ залучають до охорони блокпостів, об'єктів та правопорядку на території населених пунктів в зоні ООС, не в районі бойових дій. |
| 4226     |                  | Пилипчук Дмитро Миколайович                                   | 31 жовтня 1998, 20 років, Набруска Маневицький район Волинська область. Артилерист 24 ОМБр. У війську — з осені 2016. Пройшов навчання у 184 НЦ, з 2017 служив у 24-й бригаді за контрактом. Залишились батьки, троє братів і сестра. | 20 серпня 2019 орієнтовно | Загинув у зоні ООС, — своїв самогубство за місцем дислокації військової частини. Похований в с. Набруска. |
| 4227     |                  | Собко Віталій Олегович                                        | 27 березня 1999, 20 років, Борсуки (Кременецький район) Тернопільська область. Мешкав у сусідньому с. Нападівка. Матрос, гранатометник піхотного взводу 35 ОБрМП. Закінчив Київський коледж морського і річкового флоту КДАВТ. 27.09.2017 вступив на військову службу за контрактом, яку проходив на Миколаївщині та Одещині, а з квітня 2019 виконував завдання в зоні ООС, поблизу с. Новотроїцьке (Волноваський район). Залишились батьки та молодші брат і сестра. | 25 серпня 2019            | Загинув близько 5:00 від кульового поранення під час виконання обов'язків військової служби в зоні ООС (небойова втрата, місце й обставини не повідомляються, — проводиться слідство). Похований у Нападівці. За непідтвердженою інформацією, покінчив життя самогубством. |
| 4228     |                  | Курбатов Тихон Олександрович («Тихон»)                        | 3 травня 1993, Сєвєродонецьк Луганська область. Старший сержант, командир взводу 24 ОШБ «Айдар» 53 ОМБр. У 2013 пішов на строкову службу, через два роки підписав контракт, служив у 72 ОМБр, з 2017 — в «Айдарі». У травні 2019 нагороджений медаллю «За військову службу Україні». Залишились батьки і сестра. | 25 серпня 2019            | З 9:00 ворог протягом години обстрілював позицій поблизу с-ща Шуми (Торецька міська рада) з боку окупованої Горлівки, від Шахти 6-7, з гранатометів, ВКК та снайперської зброї. Внаслідок обстрілу Тихон дістав кульове поранення у голову, помер під час медичної евакуації. Похований у Сєвєродонецьку. |
| 4229     |                  | Савінов Сергій Васильович («Сава»)                            | 2 листопада 1995, Іванівка (Братський район) Миколаївська область. Мешкав у с. Мар'ївка (Баштанський район). Молодший сержант, командир відділення — командир бойової машини десантно-штурмового відділення десантно-штурмового взводу десантно-штурмової роти 1 ОБМП 36 ОБрМП. З 2015 проходив строкову службу у в/ч А0213. Займався спортом. 29.06.2017 підписав контракт на службу у морській піхоті на посаді стрільця-санітара, з 23.01.2018 по 30.04.2018 пройшов першу ротацію на Маріупольському напрямку, наприкінці травня 2019 вдруге вирушив на фронт. Залишилась мати, Сергій був єдиним сином. | 30 серпня 2019            | Загинув близько 8:40 поблизу с. Водяне від поранення під час снайперського обстрілу з боку окупованого с. Ужівка. Похований в с. Мар'ївці. |
| 4230     |                  | Чумак Павло Юрійович                                          | 8 жовтня 1984, Кривий Ріг (Тернівський район міста) Дніпропетровська область. Старший солдат, старший механік-водій 1-го механізованого відділення 3-го механізованого взводу 1-ї механізованої роти 1-го мехбатальйону 24 ОМБр. Закінчив Криворізький профліцеї за фахом токаря. Втратив батьків, виховувався бабусею разом з двома братами. Неодружений, залишилась 91-річна бабуся. | 30 серпня 2019            | Загинув в районі проведення ООС поблизу с. Єлизаветівка (Мар'їнський район), обставини не уточнені. Похований на кладовищі «Новокраматорівське» Кривого Рогу. |
| Вересень |                  |                                                               | |                           | |
| 4231     |                  | Грицаюк Олександр Володимирович                               | 7 листопада 1971, Сарни (Монастирищенський район) Черкаська область. З 2004 мешкав у м. Христинівка. Сержант, старший механік-водій відділення управління командира батальйону взводу зв'язку 3-ї танкової роти танкового батальйону 24 ОМБр. Навчався у Черкаському клубі юних моряків. У 1989 здобув фах електромеханіка, а також машиніста пересувної електростанції та тракториста-машиніста. Після строкової служби у танкових військах з 1991 по 2003 працював у колгоспі «Перемога» в с. Сарни, з 2004 по 2017 — у Виробничому підрозділі «Локомотивне депо Христинівка», електриком. 31.10.2017 вступив на військову службу за контрактом. Залишилися батьки, брат, три сестри, дружина, четверо дітей та онуки. | 1 вересня 2019            | 25 серпня об 11:15 зазнав вкрай важких мінно-вибухових поранень внаслідок обстрілу в районі м. Мар'їнка. 1 вересня помер у лікарні ім. Мечникова м. Дніпро. Після прощання у Христинівці похований в с. Сарни. |
| 4232     |                  | Герцен Іван Іванович                                          | 19 червня 1982, Одеса. Військовий лікар Військового госпіталю м. Дніпро, хірург-травматолог-ортопед Консультативно-діагностичного центру № 6 м. Одеса. Потомствений лікар. У 2005 закінчив ОНМедУ, працював в Одеській міській поліклініці № 6 (нині — КДЦ № 6). У листопаді 2018 як офіцер запасу був призваний до ЗС України терміном на 18 місяців. Працював у Дніпровському військовому госпіталі та в зоні ООС. Залишились мати і сестра (мешкає в С.-Петербурзі, РФ). | 1 вересня 2019            | Помер внаслідок масивного інфаркту на робочому місці у Військовому госпіталі м. Дніпро. За словами колег, напередодні потрапив під обстріл, перебуваючи в санітарному транспорті, який перевозив поранених із зони бойових дій до госпіталю. Похований на Слобідському кладовищі Одеси. |
| 4233     |                  | Ховалко Богдан Вікторович                                     | 25 грудня 1997, Лани (Пустомитівський район) Львівська область. Водій розвідувального взводу 24 ОМБр. З багатодітної сім'ї, був п'ятою, наймолодшою дитиною. Закінчив Вище професійне училище № 29 м. Львова. Залишилась мати. | 1 вересня 2019            | Загинув в районі м. Мар'їнка (обставини не уточнено). Після прощання у Львові похований на цвинтарі с-ща Щирець на Золотій Горі, що поряд із с. Лани. |
| 4234     |                  | Проценко Андрій Юрійович                                      | 30 вересня 1994, Бохоники Вінницький район Вінницька область. Старший солдат, навідник 748-ї окремої радіолокаційної роти (в/ч А4610) 133-го радіотехнічного батальйону 138 РТБр ПС ЗС України, відряджений до 36 ОБрМП в зону ООС. 2013 закінчив Гніванський профліцей за фахом машиніста-кранівника. Був фахівцем з ремонту автомобілів. З 16.04.2014 проходив службу у в/ч А 4610, брав участь у бойових діях, 16.05.2019 у черговий раз вирушив на передову. Залишились батьки та молодша сестра. | 2 вересня 2019            | Вранці, під час пересування до блокпосту на чергування, поблизу с. Водяне, дістав тяжке поранення у шию кулею снайпера (у Пресцентрі ООС повідомляли, що з 4:20 протягом півгодини тривав обстріл Водяного зі стрілецької зброї, з боку окупованої Ужівки). Помер на руках у медиків близько 5:00. Похований в с. Бохоники, на кладовищі № 2. |
| 4235     |                  | Шахов Едуард Олександрович («Шах»)                            | 12 грудня 1993, Долинське (Чаплинський район) Херсонська область. Молодший сержант, парамедик — командир відділення 3-ї роти 2-го батальйону оперативного призначення ОЗСпП «Азов», в/ч 3057 НГУ. Велику частину свого життя мешкав на Донбасі, закінчив ДонНУ, де навчався на історичному факультеті. Проходив службу в «Азові» з літа 2015. Залишились мати і сестра. | 4 вересня 2019            | Близько 18:33 поблизу смт Зайцеве на Горлівському напрямку, під час переміщення до укриття потрапив під обстріл снайпера, внаслідок якого дістав важке поранення грудної клітки в районі серця. Був оперативно доправлений до ЦРЛ м. Бахмута, де від отриманих поранень за годину помер. Після прощання в полку «Азов» на передовій похований в с. Долинське. |
| 4236     |                  | Ткачишин Михайло Володимирович                                | 20 вересня 1988, Херсон. Сержант, гранатометник 5-ї роти 2-го мехбатальйону 53 ОМБр. Останнім часом проживав у Львівській області. У 2017, після строкової служби, підписав контракт. Проходив службу у 184 НЦ, був інструктором. В 53-ій бригаді — з квітня 2019. Залишилися батьки та 5-річний син. | 5 вересня 2019            | Загинув близько 20:30 від кулі ворожого снайпера під час виконання бойового завдання в районі західніше окупованої Горлівки. Похований у Херсоні. |
| 4237     |                  | Бурдейний Юрій Олегович                                       | 29 травня 1998, Іркліїв Чорнобаївський район Черкаська область. Старший солдат, старший розвідник-оператор взводу спостереження та технічних засобів розвідки розвідувальної роти 92 ОМБр. У війську — з 18 років, підписав контракт. Залишилися батьки та молодший брат. | 10 вересня 2019           | Загинув ввечері поблизу м. Авдіївка (обставини не уточнені, за непідтвердженими даними — від кулі снайпера). Похований в с. Іркліїв. Прим. За інформацією «Donbass.live», на території військової частині у Донецькій області застрелився 21-річний військовослужбовець з Черкащині. |
| 4238     |                  | Обуховський Микола Миколайович                                | 10 жовтня 1986, Велика Мечетня Кривоозерський район Миколаївська область. Прапорщик, технік-приборист відділення повітрянодесантної техніки повітрянодесантної служби 1 ОБМП 36 ОБрМП. У війську — з 2015, пройшов бої за Дебальцеве. Брав участь в міжнародних військових навчаннях Sea Breeze у вересні 2015. Займався рукопашним боєм, парашутним спортом. Залишились мати, сестра, дружина та 2-річна донька. | 11 вересня 2019           | Загинув близько 23:00 поблизу с. Павлопіль у Приазов'ї від кулі снайпера, намагаючись витягти з-під обстрілу матроса Лінчевського. Внаслідок обстрілу двоє морпіхів дістали кульові поранення у голову та шию, померли під час медичної евакуації. Після прощання у Маріуполі похований в с. Луч (Вітовський район). |
| 4239     |                  | Лінчевський Олександр Валерійович                             | 16 квітня 1998, Матусів Шполянський район Черкаська область. Матрос, стрілець-помічник гранатометника десантно-штурмової роти 1 ОБМП 36 ОБрМП. З багатодітної родини, був наймолодшою дитиною. Закінчив Звенигородський центр підготовки та перепідготовки робітничих кадрів у селі Козацьке. Після строкової служби деякий час працював у Києві на будівництвах, 24.04.2018 підписав контракт із ВМС. Залишились батьки, брат та чотири сестри. | 11 вересня 2019           | Загинув близько 23:00 поблизу с. Павлопіль у Приазов'ї, в результаті ворожого обстрілу зі стрілецької зброї та ВКК, яким противник прикривав роботу свого снайпера. Внаслідок обстрілу двоє морпіхів дістали кульові поранення у голову та шию, померли під час медичної евакуації. Після прощання у Маріуполі похований в с. Матусів, на Алеї Слави. |
| 4240     |                  | Шатурський Валерій Георгійович («Череп»)                      | 20 січня 1974, Лісогірка (Городоцький район) Хмельницька область. З дитинства мешкав у с. Чорнобаївка (Білозерський район) на Херсонщині. З 2015 мешкав у м. Маріуполь. Молодший сержант, командир 1-го відділення взводу снайперів БСП «Донбас» 15 ОП НГУ, в/ч 3035. Здобув фах водія, після чого повернувся на Хмельниччину. З 2014 проходив службу у військовій частині м. Хмельницький. В батальйоні «Донбас» — з 26.11.2015, спочатку був кулеметником. Бойовий шлях: Слов'янськ, Широкине, Павлопіль, Новотроїцьке, Мар'їнка, Верхньоторецьке, Крута Балка, Щастя, Майорське. Взимку 2019 пройшов сержантські курси у Золочеві за програмою канадських фахівців. Залишилися дружина з донькою та син. | 12 вересня 2019           | Близько 15:00 внаслідок ворожого обстрілу позицій батальйону в Донецькій області дістав поранення, що несумісне з життям. Похований у м. Маріуполь, де мешкає родина, на Старокримському кладовищі. |
| 4241     |                  | Цимбалістий Михайло Васильович                                | 29 липня 1985, Увисла Гусятинський район Тернопільська область. Мешкав у м. Тернопіль. Майор, військовослужбовець 74 ОРБ. З родини військових, батько — підполковник запасу. 2010 закінчив НАСВ ім. Петра Сагайдачного. На війні — з 2014. Нагороджений найвищою відзнакою воєнної розвідки України — нагрудним знаком «Зірка слави». Залишились батьки, брат — підполковник ЗСУ, сестра, дружина. | 14 вересня 2019           | Загинув під час виконання бойового завдання від кулі снайпера в зоні ООС. Після прощання в с. Увисла похований на Микулинецькому цвинтарі Тернополя, на Алеї Героїв. За уточненою інформацією штабу ООС, за добу 13.09.2019 внаслідок ворожих обстрілів один військовослужбовець загинув, ще 8 дістали поранення. Згідно повідомлення маріупольського сайту 0629.com.ua, з посиланням на власні джерела, поблизу с. Павлопіль загинув майор-розвідник 74 ОРБ, 1985 р.н.. Прим. Під час прощання на хресті вказано дату смерті 14.09.2019. |
| 4242     |                  | Кондратюк Максим Володимирович                                | 24 липня 1993, Красилів Хмельницька область. Старший сержант, військовослужбовець 8 ОПСпП. З 16.05.2014 брав участь в АТО. Залишились батьки, вагітна дружина та 3-річна донька. | 14 вересня 2019           | Помер у Харківському військовому госпіталі від чисельних вогнепальних осколкових поранень, яких дістав 10 вересня внаслідок підриву розвідгрупи на протипіхотній міні під час виконання бойового завдання в зоні ООС. Похований на Центральному кладовищі Красилова. |
| 4243     |                  | Цокур Денис Андрійович («Дартс»)                              | 13 липня 1980, 39 років, Запоріжжя. Військовослужбовець 1-ї роти 1-го батальйону оперативного призначення ОЗСпП «Азов», в/ч 3057 НГУ. На службі в «Азові» — з осені 2016. Залишилась дружина та маленька донька. | 15 вересня 2019           | Помер ввечері у м. Маріуполь через раптову зупинку серця під час заняття спортом на базі підрозділу (прим. «Азов» базується в Урзуфі біля Маріуполя), куди нещодавно повернувся з передової на ротацію. Похований у Запоріжжі. |
| 4244     |                  | Рой Владислав Олександрович                                   | 30 серпня 1994, Різдвянка (Новомиколаївський район) Запорізька область. Солдат, стрілець-помічник гранатометника 1-го відділення 1-го штурмового взводу 3-ї штурмової роти 24 ОШБ «Айдар» 53 ОМБр. 2013 закінчив Покровське ВПУ № 75 на Дніпропетровщині за фахом «тракторист-машиніст сільськогосподарського виробництва». Працював механізатором у фермерському господарстві «Скорпіон». Призваний в грудні 2018 на збори резервістів, проходив навчання в НЦ «Десна». 15.04.2019 вступив на військову службу за контрактом. Залишилися мати і сестра. | 17 вересня 2019           | Загинув близько 3:00 в районі м. Залізне — смт Південне, на Горлівському напрямку, внаслідок обстрілу опорного пункту з РПГ. Похований в с. Різдвянка. |
| 4245     |                  | Сторожук Андрій Юрійович                                      | 26 лютого 1992, Педоси (Хмільницький район) Вінницька область. Старший солдат, старший механік-водій мехбатальйону 28 ОМБр. З 3 до 7 років жив у бабусі в Полтаві. З 09.03.2015 до 20.04.2016 проходив службу за мобілізацією в 26 ОАБр, брав участь в АТО. 26.01.2018 підписав контракт на 6 місяців, водій протитанкового артдивізіону 26 ОАБр. З вересня 2018 — водій відділення забезпечення Хмільницького ОРВК. У липні 2019 був відряджений до зони ООС. Залишилися дружина та син 2017 р.н. | 24 вересня 2019           | Загинув від вогнепального поранення внаслідок пострілу ворожого снайпера в районі м. Мар'їнка. Після прощання у Хмільнику похований в с. Педоси. |
| 4246     |                  | Гупаленко Юрій Анатолійович                                   | 30 червня 1969, Сміла Черкаська область. Старшина ДПСУ. У Прикордонній службі — з липня 2015, проходив службу в НЦ ДПСУ ім. Момота, в/ч 9930 (Оршанець), на посаді контролера відділення охорони та обслуговування (станом на 2017). Виконував завдання в зоні АТО/ООС, останнім часом — в смт Новотроїцьке (Волноваський район). Залишилися дружина та двоє синів. Один з синів — військовослужбовець Морської охорони ДПСУ. | 25 вересня 2019           | Помер в м. Маріуполь внаслідок гострої серцево-судинної недостатності. Похований у Смілі. |
| 4247     |                  | Марків Олександр Сергійович («Чумак»)                         | 6 серпня 1981, Обухів Київська область. Мешкав у м. Обухів, Київської області. Старший лейтенант, командир зенітно-ракетного взводу зенітно-ракетної батареї зенітно-ракетного артилерійського дивізіону 4 БрОП НГУ, в/ч 3018 (бригада швидкого реагування, Гостомель). Закінчив Академію Державної податкової служби в Ірпіні (2003, Фінансове право), МАУП (2007, Облік і аудит), військову кафедру (молодший лейтенант запасу). Юрист, менеджер, митний брокер, фахівець з логістики. З 2002 працював: ВВП «Біор», Науково-дослідний інститут механічної обробки деревини, ДПІ в Обухівському районі (2004—2010), ПАТ «Київський картонно-паперовий комбінат», ЗАТ «Ерго». Захоплювався військовою історією, був членом клубу військово-історичної реконструкції ВІК «Повстанець» (Київ), вивченням західнослов'янських мов, вітрильним спортом, туризмом та легкою атлетикою. Учасник Революції Гідності. Навесні 2014 добровольцем прийшов до військкомату, з березня 2014 по лютий 2015 служив у 72 ОМБр, командир взводу, отримав звання старшого лейтенанта. Пройшов бої на кордоні та у Приазов'ї: Амвросіївка, Зеленопілля, Гранітне. Навчався на піврічних курсах командира зенітно-ракетного взводу у НАСВ ім. Петра Сагайдачного. У 2016 пройшов відбір до бригади швидкого реагування НГУ. Залишились батько, дружина та 9-річний син. | 27 вересня 2019           | Близько 17:00, під час ворожого обстрілу на Світлодарській дузі, здійснював коригування вогневих засобів й дістав кульове поранення обличчя, помер близько 19:30 під час операції у міській лікарні Світлодарська. Похований в Обухові. |
| 4248     |                  | Вітовська Анастасія Олександрівна                             | 31 березня 1998, 21 рік, Попасна Луганська область. Солдат, кухар взводу матеріального забезпечення 24 ОШБ «Айдар» 53 ОМБр. Залишився малолітній син. | 27 вересня 2019           | Загинула близько 2:30 на ротному опорному пункті поблизу м. Залізне на Горлівському напрямку від множинних осколкових поранень (небойова втрата, проводиться слідство, попередньо, — в результаті необережного поводження зі зброєю, у соцмережі повідомляється про самогубство — підрив гранати). Похована у Попасній, на цвинтарі мікрорайону ВРЗ. |
| 4249     |                  | Аджавенко Володимир Анатолійович («Аджа»)                     | 20 травня 1995, Урзуф Мангушський район Донецька область. З 2000 мешкав у м. Маріуполь. Старший сержант, військовослужбовець розвідувального підрозділу 56 ОМПБр. Займався боксом. Воював у складі окремої зведеної штурмової роти «Карпатська Січ». З 30.06.2015 по 19.09.2016 проходив службу в БСП «Донбас» НГУ, був стрільцем-санітаром 2-ї роти, старшим стрільцем-кулеметником 3-ї роти, пройшов бої за Широкине та Мар'їнку. У 2017 підписав контракт на службу в 56-ій Маріупольській бригаді. Залишилися мати, брат, сестра і дружина. | 28 вересня 2019           | 11 вересня поблизу с-ща Піски (Ясинуватський район) дістав важке наскрізне поранення голови кулею снайпера, був евакуйований до лікарні ім. Мечникова м. Дніпро, переніс складну операцію та перебував на апараті штучної вентиляції легенів. Помер близько 23:30 28 вересня. Похований на новому Старокримському кладовищі Маріуполя. |

## Втрати силових структур в тилу під час війни
Кидонь Віктор Іванович, 30.07.1964, 54 роки, Вікторівка (Козівський район) Тернопільська область. Учасник АТО, начальник відділення офіцерів запасу і кадрів Козівського РВК. З 1990-х служив у Бережанському та Козівському РВ УМВС України, після виходу на пенсію працював начальником Козівського райвідділу юстиції та начальником служби захисту інформації Козівського РВК. 17.08.2015 був призваний за мобілізацією. 12.10.2016 підписав контракт. З 2018 — заступник начальника Підволочиського райвідділу виконавчої служби Головного теруправління юстиції у Тернопільській області, начальник відділення офіцерів запасу і кадрів Козівського РВК. Члени ГФ «Самооборона Козівщини» та ГО "Спілка бійців та волонтерів АТО «Сила України». Помер 01.07.2019. Похований у Вікторівці. Залишились мати і син.
 Бордюжа Андрій («Хонда»), Київ. Учасник АТО/ООС, військовослужбовець 79 ОДШБр. На фронті з 2014. Помер вночі 06.07.2019 (повідомлення в соцмережі, місце й обставини смерті не уточнені). Поховання 9 липня у Києві.
 Васюк Олег («Замок»), Козелець Чернігівська область. Мешкав у Києві. Учасник АТО/ООС, 43 ОМПБ «Патріот» 53 ОМБр. З 2017 проходив службу за контрактом. Помер вночі 07.07.2019, зупинилося серце. Залишились батьки, сестра, дружина.
 Костюк Олег Олександрович, 1986, Житомир. Учасник АТО/ООС, ВСП, Житомирський зональний відділ. Стояв у витоків створення зонального відділу, брав участь в АТО у складі загону ВСП. Загинув 09.07.2019 близько 3:00 внаслідок ДТП, на 65 км автотраси Київ — Чоп, поблизу с. Небелиця Макарівського району Київської області. Водій автомобіля Toyota Avensis скоїв зіткнення з військовим автомобілем ГАЗ-32213, що рухався в попутному напрямку. В результаті ДТП ГАЗ, де знаходились 9 солдат контрактної служби ВСП, які прямували до Києва, щоб конвоювати підозрюваних у Житомирський суд, перекинувся та загорівся. Двоє військовослужбовців, які перебували у відсіку авто для конвоювання засуджених, згоріли на місці події, водій-військовослужбовець шпиталізований з травмами ніг. Загиблих військовослужбовців поховали у Житомирі на військовому Смолянському кладовищі.
 Косинський Михайло, Житомир. Учасник АТО/ООС, ВСП, Житомирський зональний відділ. Брав участь у бойових діях в зоні АТО у складі 128 ОГШБр. Загинув 09.07.2019 близько 3:00 внаслідок ДТП, на 65 км автотраси Київ — Чоп, поблизу с. Небелиця Макарівського району Київської області. Водій автомобіля Toyota Avensis скоїв зіткнення з військовим автомобілем ГАЗ-32213, що рухався в попутному напрямку. В результаті ДТП ГАЗ, де знаходились 9 солдат контрактної служби ВСП, які прямували до Києва, щоб конвоювати підозрюваних у Житомирський суд, перекинувся та загорівся. Двоє військовослужбовців, які перебували у відсіку авто для конвоювання засуджених, згоріли на місці події, водій-військовослужбовець шпиталізований з травмами ніг. Загиблих військовослужбовців поховали у Житомирі на військовому Смолянському кладовищі.
 Стребіж Світлана Іванівна, Горлівка Донецька область. Учасниця АТО, офіцер, 46 БСП «Донбас — Україна», начфін. До війни сім'я мала свій бізнес у Донецьку. Син навчався в Академії ВМС у Севастополі, після окупації Криму вийшов в Одесу (закінчив академію, служить у ВМС). Чоловік пішов добровольцем на фронт у 2014, в батальйон «Донбас» НГУ, а після боїв за Іловайськ — у батальйон «Донбас — Україна». Коли житло було зруйновано снарядом (стріляли бойовики, адже будинок далеко від передової), Світлана теж пішла на війну. У батальйоні — з березня 2015, починала службу на посаді бухгалтера. Після діагностування онкозахворювання перенесла операцію, повернулась до частини, потім знову у госпіталь. Загалом пройшла 18 сеансів хіміотерапії. Померла 17.07.2019 після півторарічної боротьби за життя. Залишилися чоловік і син.
 Андрієнко Олександр, 34 роки, Харків. Учасник АТО/ООС, командир артбатареї 10 ОГШБр. Загинув під час перебування у відпустці 23.07.2019 о 23:45 внаслідок ДТП в Харківській області. Також зазнали травм дружина, дочка і брат, які перебували в автомобілі. Прощання 26 липня у Харкові. Залишилися дружина і троє дітей, наймолодшому синові немає й року.
 Магола Максим, 10.06.1996, Вербуватівка Юр'ївський район Дніпропетровська область. Мешкав у м. Павлоград. Учасник ООС, 54 ОМБр. Помер/загинув 01.08.2019, місце й обставини не уточнені (повідомлення у соцмережах).
 Черниш Владислав Володимирович, Володимир-Волинський Волинська область. Учасник АТО, майор, 14 ОМБр, командир дивізіону кадру в/ч А0213. На фронті — з перших місяців війни, пройшов бої в районі Іловайська, на той час обіймав посаду заступника командира 2 мехбатальйону 51 ОМБр. У 2016 — начальник штабу — перший заступник командира дивізіону 14 ОМБр. Останній рік боровся з онкохворобою, помер 11.08.2019. Поховання у Володимирі-Волинському. Залишились дружина, син і донька.
 Скирда Олександр Анатолійович, 32 роки, Кременчук Полтавська область. Учасник АТО/ООС, 56 ОМПБр. Учасник боїв в районі Маріуполя. 10 серпня приїхав у Кременчук в короткотермінову відпустку, 20.08.2019 помер у лікарні внаслідок зупинки серця. Поховання у Кременчуці.
 Терехов Ігор Сергійович, 1983 р.н., Лозова Харківська область. Учасник АТО/ООС, сержант, командир гранатометного відділення 46 ОБСП «Донбас-Україна». 22.08.2019 помер від гострої серцевої недостатності, перебуваючи у відпустці. Залишилась мати.
 Божко Владислав Борисович, 27 років, Львів. Учасник АТО, капітан, заступник військового комісара — начальник мобілізаційного відділення Перемишлянського РВК. Закінчив Львівську комерційну академію за спеціальністю «Фінанси і кредит». Працював у сфері продажів. Під час війни проходив службу в райвійськкоматах Львівської області та в зоні АТО. Лікувався у Львівському військовому госпіталі. Помер 29.08.2019 внаслідок хвороби. Залишились батьки і дружина.
 Бакум Ігор Володимирович, 35 років, Мохнач (Чорнобаївський район) Черкаська область. Мешкав в с-щі Оршанець. Старший прапорщик, інспектор прикордонної служби — майстер начальник ВУС Харківського прикордонного загону ДПСУ. З 2003 до 2014 проходив службу у Центрі підготовки особового складу ДПСУ в Оршанці. У 2014 одним з перших вирушив до зони АТО в складі мотоманевреної групи ДПСУ. Загинув 30.08.2019 від поранення в результаті розриву невідомого вибухового предмету, під час несення служби на кордоні з РФ поблизу с. Охрімівка (Вовчанський район). Прикордонний наряд виконував завдання з довготривалим несенням служби на певній віддаленості від підрозділу, за 1,5 км від державного кордону. Близько 19:00, під час перепочинку, в момент розпалювання вогнища, стався розрив невстановленого вибухового предмету, внаслідок чого прикордонник зазнав поранення в шию. У важкому стані був доставлений до ЦРЛ м. Вовчанськ, дорогою до харківської лікарні помер у машині швидкої допомоги. Похований в с. Мохнач. Залишились мати, дружина (також служить в ДПСУ) та син.
 Страхоліс Юрій, 26.04.1988, Любівка (Краснокутський район) Харківська область. Мешкав в смт Гончарівське Чернігівська область. Учасник АТО/ООС, прапорщик, військовослужбовець 1 ОТБр. Закінчив Краснокутський ліцей за фахом електрогазозварника. Після строкової служби у 1 ОТБр підписав контракт. З 2014 виконував завдання в зоні АТО/ООС, був поранений на фронті. 07.09.2019 близько 17:00, під час переміщення бронетехніки колоною з смт Гончарівське у бік Чернігова, дістав важкі травми внаслідок затиснення між танком Т-64БВ та БРЕМ, коли від'єднував трос для буксирування. Помер у кареті «швидкої допомоги» дорогою до Чернігівського військового шпиталю. Похований у Гончарівському. Залишились мати, вітчим, сестра та вагітна дружина.
 Іваньков Олександр Сергійович, 22.08.1986, Коломия Івано-Франківська область. Учасник АТО/ООС, старший лейтенант, співробітник ЦСО «Альфа» СБУ. Загинув 12.09.2019 в Одеській області під час виконання тактико-спеціальних завдань, максимально наближених до бойових. За даними видання «Думська», офіцер загинув під час вкрай складного тренування на воді. Похований у Коломиї, на Алеї Слави. Залишились мати та дружина. Олександр був єдиним сином, щойно одружився. Присвоєне звання почесного громадянина Коломиї (посмертно). 
 Вакар Володимир Костянтинович, 19.05.1977, Миколаївська область. Мешкав у м. Дніпро. Учасник АТО, старшина, головний сержант взводу охорони та патрульно-постової служби Східного ТУ ВСП. Закінчив Дніпропетровський технікум автоматики і телемеханіки. У 2015—2016 проходив службу за мобілізацією в 20 ОМПБ, учасник бойових дій. З 2016 служив за контрактом у ВСП, в/ч А2256. Зник у Дніпрі 14.09.2019, — на День міста відпочивав у компанії в парку «Сагайдак» на Воронцовському пляжі, після 19:00 не виходив на зв'язок. 16.09.2019 тіло знайдене у річці на відстані 50 метрів від берега. Залишились мати, брат, донька, цивільна дружина.
 Сироватко Олексій Володимирович, 09.07.1986, Вільнянськ Запорізька область. Учасник АТО, військовослужбовець 92 ОМБр. Воював, зокрема, в районі Авдіївки. Помер 19.09.2019 у Військовому медичному клінічному центрі Західного регіону (м. Львів) в результаті важкої хвороби. Похований у Вільнянську. Залишилися батько, маленька донька. Був єдиним сином.
 Моргун Володимир Володимирович, 05.07.1995. Учасник ООС, старший солдат, водій-санітар медичного пункту батальйону 56 ОМПБ (Маріуполь). З 2018 по 2019 виконував завдання з евакуації поранених воїнів з лінії бойового зіткнення. Раптово помер уві сні 26.09.2019.
 Ярошенко Руслан Ігорович, мешканець м. Бережани Тернопільська область. Полковник, командир в/ч А3200 військ зв'язку (Бережани). Помер вночі 28.09.2019 внаслідок хвороби. Залишились син та донька.
 Нездюр Дмитро Анатолійович, 29.04.1995, Постійне Костопільський район Рівненська область. Старший солдат, артист другої категорії, тромбоніст оркестру 101 ОБрО ГШ. Закінчив Дубенське училище культури. З 01.09.2014 проходив військову службу за контрактом. Загинув у Києві 29.09.2019, — тіло знайшли у ніч на 30 вересня, близько опівночі поряд із залізничними коліями між станцією метро «Берестейська» та парком «Нивки» (ймовірно, впав або ж зістрибнув зі шляхопроводу на проспекті Перемоги). Після прощання у військовій частині похований в с. Постійне.

## Померлі демобілізовані учасники АТО/ООС
Киричук Юрій Петрович («Кирик»), 22.08.1976, Луцьк Волинська область. Учасник АТО, 1 ОТБр. Помер від онкохвороби. Похований 02.07.2019 в Луцьку.
 Мухаммед Фатіх (Хиценко Дмитро, «Муза»), 23 роки, Славгород Краснопільський район Сумська область. Учасник АТО/ООС, 93 ОМБр. Помер 04.07.2019, уві сні зупинилося серце. Похований в с. Славгород. Залишилась мати.
 Гримайло Вадим, 25 років, Крупа Луцький район Волинська область. Учасник АТО 2014, 51 ОМБр. 05.07.2019 покінчив життя самогубством.
 Черкашина Тетяна, 27.07.1979, Ізюм Харківська область. Мешкала у Харкові, Новому Роздолі та Львові. Волонтер 8 ОБ «Аратта» УДА, керівник інформаційної служби батальйону. Закінчила КНЕУ ім. Вадима Гетьмана. З 2015 допомагала добровольцям УДА, працювала в інформаційній службі батальйону, неодноразово їздила на Схід. З березня 2019 проходила лікування від раку у Києві та Львові, мешкала на Львівщині. Померла 05.07.2019. Поховання у Львові, на Сихові. Залишились батьки та троє дітей.
 Федючок Дмитро Володимирович, Іванівці (Волочиський район) Хмельницька область. Учасник АТО. Помер 06.07.2019. Похований в Іванівцях.
 Близнюк Денис, Харків. Учасник АТО 2014, батальйон МВС «Слобожанщина». Трагічно пішов з життя вночі 07.07.2019. Залишились батьки.
 Федина Михайло Михайлович («Монгол»), 18.04.1974, Шипинці Кіцманський район Чернівецька область. Учасник АТО, підполковник, пенсіонер податкової міліції. Працював на посаді старшого інспектора з діловодства та захисту інформації ОУ ГУ ДФС У Чернівецькій області. Вийшов на пенсію 04.10.2017. Помер 07.07.2019 після тривалої хвороби. Залишились дружина, донька та син.
 Бритавський Едуард («Поляк»), Юр'ївка. Доброволець 8 ОБ «Аратта» УДА. Загинув за трагічний обставин. Поховання 11.07.2019 в с. Юр'ївка.
 Борщ Віталій Володимирович, 15.02.1980, Волохів Яр Чугуївський район Харківська область. Учасник АТО 2014—2015, 92 ОМБр, танковий батальйон, механік-водій. Пішов на фронт у серпні 2014 за мобілізацією як доброволець, воював у Щасті та в районі Дебальцевого, Трьохізбенки. Кавалер ордену «Народний Герой України». Став одним з героїв книги Валерії Розумовської «Нескорені». Після демобілізації діагностували рак, переніс операцію. Займався волонтерством, допомагав армії, брав участь в організації патріотичних заходів для молоді та у розбудові військ територіальної оборони Харківської області. У 2017 та 2019 сталися рецидиви. Помер 10.07.2019 внаслідок онкохвороби. Залишились дружина та двоє синів.
 Сирота Сергій Ярославович, 28.05.1984, Щурин Рожищенський район Волинська область. Учасник АТО 2014—2015. Був мобілізований під час першої хвилі навесні 2014. Помер 10.07.2019 в результаті зупинки серця.
 Шкреба Григорій Миколайович, 25.10.1967, Золочів Харківська область. Учасник АТО/ООС, прапорщик, 81 ОАеМБр. Помер 12.07.2019.
 Сінянський Михайло («Вінні»), Київ. Учасник АТО 2014, доброволець НГУ. Ультрас ФК «Динамо» (Київ) з 1990-х. Учасник Революції на граніті та Майдану. Помер 13.07.2019.
 Федоришин Андрій («Швед»), 46 років, Стрий Львівська область. Учасник АТО 2015—2016, доброволець ДУК ПС. Навчався у Львівській політехніці. Учасник Революції Гідності. Наприкінці 2014 приєднався до ДУК, за 2015—2016 пройшов три ротації в зоні АТО, зокрема, в районі Авдіївки. Під час 3-ї ротації біля Крутої Балки дістав травму коліна, переніс операцію, лікувався у Львівському госпіталі. Помер 13.07.2019. Поховання у Стрию. Розлучений, залишились батьки.
 Власюк Сергій Олександрович, Заріччя (Овруцький район) Житомирська область. Учасник АТО. На фронті дістав контузію, наслідком якої стала хвороба. Помер 13.07.2019. Поховання в с. Заріччя. Залишились батьки, діти.
 Найдьонов Олександр («Генріх»), 33 роки, Розумівка (Запорізький район) Запорізька область. Учасник АТО, 92 ОМБр та 93 ОМБр. На фронт пішов на початку війни у складі 92-ї бригади, після демобілізації одразу ж вступив на військову службу за контрактом у 93-й бригаді. Помер 16.07.2019 внаслідок зупинки серця, — родичі п'ять днів шукали зниклого Олександра, його тіло було знайдене 21 липня на території Хортицького району м. Запоріжжя. Похований 24.07.2019 у Запоріжжі. Залишилась мати.
 Ладика Максим («Сенсей»), Ямпільський район (Сумська область). Учасник АТО, 72 ОМБр, командир гармати. Помер у липні 2019, про смерть повідомили побратими у соцмережі 18.07.2019.
 Тильний Ігор, 1988 р.н., Нововолинськ Волинська область. Учасник АТО 2014, 51 ОМБр. Повісився 19.07.2019 у батьківському будинку. Залишились батьки, дружина.
 Мороз Олександр Степанович, 04.12.1980, Мульчиці Володимирецький район Рівненська область. Учасник АТО. Загинув за трагічних обставин на воді. Похований 23.07.2019 в с. Мульчиці.
 Осипчук Павло, 29.11.1968, Ірпінь Київська область. Учасник АТО 2015, 8 ОПСпП. Помер 20.07.2019 внаслідок хвороби. Похований в Ірпені.
 Домбровський Валерій, 56 років, Гуща Любомльський район Волинська область. Учасник АТО, молодший сержант, 93 ОМБр. Був призваний за мобілізацією у 2015 (четверта хвиля). Помер 22.07.2019 в Луцьку в обласному госпіталі ветеранів війни внаслідок тривалої хвороби, відірвався тромб. Залишилася дружина та двоє синів.
 Віхляєв Сергій Вікторович, 1982 р.н., Мелітополь Запорізька область. Учасник АТО. Проходив службу за мобілізацією з 14.01.2015 до 25.10.2016 на посаді стрільця. Помер 23.07.2019.
 Копильчак Орест Михайлович, 18.11.1982, Старий Яричів Кам'янка-Бузький район Львівська область. Учасник АТО. На фронт пішов за мобілізацією, разом із братом. Помер 25.07.2019 внаслідок ниркової хвороби. Похований в с. Старий Яричів. Залишились дружина та донька.
 Богдан Володимир Ігнатович («Кеп»), 01.06.1955, 64 роки, Виннички Пустомитівський район Львівська область. Учасник АТО, 24 ОШБ «Айдар». Помер в липні 2019 від раку крові. Похований 27.07.2019 у Червонограді.
 Катушенок Олексій Андрійович, 08.04.1988, Тернопіль. Учасник АТО, рота ПСМОП «Торнадо». Член організації «Правий легіон» та ВГО «Сокіл». Активний учасник Революції гідності. У 2014 добровольцем пішов на фронт, спочатку воював у батальйоні «Азов», потім — у «Торнадо». 28.07.2019 був знайдений повішеним, основна версія — самогубство. Похований на Микулинецькому кладовищі Тернополя.
 (?) Дьо Слава Юрійович («Кореєць»), 24.12.1962, Узбецька РСР, мешкав у Київській області. Учасник АТО 2014—2016, 24 ОШБ «Айдар», командир взводу швидкого реагування, розвідник. Народився в сім'ї корейців, яких при Сталіні депортували з Далекого Сходу до сільського району біля Ташкента. З дитинства займався боксом, карате. Став майстром тхеквондо (чорний пояс), тренером. На початку бойових дій у 2014, маючи посвідку на проживання в Україні (його старші син та донька на той час отримали українське громадянство), пішов добровольцем в «Айдар». Воював на Луганщині, брав участь у боях за Металіст, за Георгіївку та Новосвітлівку, на фронті дістав дві важкі контузії, переніс інфаркт. Влітку 2019 стався інсульт. Помер 01.08.2019. Проведено кремацію на Байковому цвинтарі Києва. Залишилися дружина (учасниця АТО, санінструктор «Айдару»), маленький син та ще п'ятеро дітей.
 Бунецький Владислав Володимирович («Сивий»), 03.08.1948, 71 рік, Стрий Львівська область. Найстарший учасник АТО/ООС, доброволець ДУК ПС. У 1949 батько був засуджений на 10 років таборів за ст. 58 КК СРСР (контрреволюційна діяльність), родину з маленьким Владиславом вислали до Сибіру, в Іркутську область, селище Андзьоба. Строкову службу проходив у танкових військах в Улан-Уде. Працював на алюмінієвому заводі, завскладом, потім електромонтером. 1982 повернувся в Україну. Вступив до Дрогобицької філії Львівської політехніки, але за два роки залишив навчання і пішов працювати, — на шахтах у Червонограді, електриком на комунальному підприємстві в Стрию. 1992 став членом ОУН та Спілки політв'язнів України. 2005, після смерті дружини, лишився з трьома її дітьми. Займався розкопками захоронень жертв НКВС, брав участь у створенні музею. У 2013 познайомився через соцмережі з луганчанкою та переїхав до неї на Луганщину. У серпні 2014 був захоплений проросійськими терористами, звільнений за викуп. Після цього повернувся з дружиною-луганчанкою у Стрий, займався волонтерством. Влітку 2016, у 68 років, пішов добровольцем на фронт, воював до 2018. Останнім часом хворів, помер 09.08.2019.
 Кріпкий Юрій Миколайович («Прапорщик»), 1964 р.н., Григорівка (Обухівський район) Київська область. Мешкав у с. Долина (Обухівський район). Учасник АТО/ООС 2014—2018, старшина, 25 ОМПБ «Київська Русь», начальник речового складу. В часи СРСР проходив службу в Германії. Навчався у школі прапорщиків. В подальшому служив у військовій пожежній охороні в м. Чорнобиль. З 2014 по 2018 проходив службу в 25-му батальйоні. Депутат Долинянської сільради. Помер вночі 09.08.2019. Похований в с. Долина. Залишилась дружина.
 Савчук Андрій («Сава»), 25 років, Чортків Тернопільська область. Учасник АТО, 54 ОМБр. Загинув 12.08.2019 на будівництві у Польщі, — під час будівельних робіт на розширенні водосховища Желязний Мост в околицях Тарнувка у Полковіцькому повіті був затиснутий вантажівкою, яка раптово зрушила з місця, від отриманих травм помер на місці.
 Вінярський Володимир Іванович, 20.08.1990, Міженець Старосамбірський район Львівська область. Учасник АТО 2014, 1 БОП НГУ імені Кульчицького. Закінчив Національний університет «Львівська політехніка» за спеціальністю «Геодезія». Активний учасник Революції гідності. 14.03.2014 став добровольцем Нацгвардії, брав участь у бойових діях на передовій. У 2014 в районі Старобільська на Луганщині дістав важке наскрізне вогнепальне поранення, отримав інвалідність І групи, пересувався на інвалідному візку. Загинув 16.08.2019 в ДТП, — близько 2:15 у селі Міженець, автомобіль БМВ, на пасажирському місці якого перебував Володимир, злетів у кювет та перекинувся, ветеран війни загинув на місці, водій втік, але невдовзі був затриманий. Залишились батьки і сестра.
 Приходько Андрій, 27 років, Соснівка (Камінь-Каширський район) Волинська область. Учасник АТО 2015. Загинув 16.08.2019 у рідній Соснівці в результаті падіння з мотоциклу та удару головою об дерево. Залишилися матір та шестеро братів і сестер.
 Гаврюченко Роман («Левенятко»), Костянтинівка (Смілянський район) Черкаська область. Учасник АТО. Воював в районі Мар'їнки. Помер 17.08.2019. Похований у с. Костянтинівка.
 Тіторенко Ігор Вадимович, 22.11.1978, Київ. Учасник АТО, 11 ОМПБ «Київська Русь», майстер стрілецької зброї служби РАО (ракетно-артилерійського озброєння). Підприємець, художник, реконструктор, захоплювався історією стрілецької зброї. На фронт пішов добровольцем 19.07.2014, брав участь у боях за Дебальцеве, був бійцем-добровольцем аеророзвідки, воював у районі ДАП. Волонтер, займався створенням камуфляжу для техніки та озброєння. Створив «Бібліотеку Батьки Махна» — збірник повчань зі стрілецької справи, настанов з ремонту тощо. Помер 19.08.2019. Прощання пройшло на Байковому кладовищі Києва. Залишились батьки, брат.
 Лопачук Олександр Володимирович, 02.11.1965, Уладівка Літинський район Вінницька область. Мешкав у с. Солонка Пустомитівський район Львівська область та у Львові. Учасник АТО 2014—2015, молодший сержант, 3 ОМПБ «Воля», начальник ремонтної служби. Працював на посаді керівника комунального підприємства у с. Солонка. 2014 добровольцем пішов на фронт 03.09.2014 на Луганщині дістав мінно-вибухову травму, отримав інвалідність ІІ групи. Волонтер, керівник ГО «Ветеранська спілка воїнів АТО». Помер 20.08.2019 після тривалої хвороби. Похований у с. Солонка. Залишились дружина, діти та онук.
 Трохименко Олег Владиславович, 28.08.1968, Ромни Сумська область. Мешкав у Києві. Представник Уповноваженого Верховної Ради України з прав людини у справах захисту прав військовослужбовців. Випускник КВВАІУ та Національної академії СБУ. Проходив військову службу в ЗС України, займав керівні посади в органах безпеки та розвідувальних органах України, зокрема, посаду начальника Апарату Голови Служби зовнішньої розвідки України. Неодноразово нагороджений відомчими заохочувальними відзнаками та іменною вогнепальною зброєю. Вийшов на пенсію. З травня 2018 працював на посаді Представника Уповноваженого ВРУ, як військових омбудсмен особисто їздив на лінію розмежування та на суди на території РФ, займався справою визволення українських військовополонених моряків, захоплених у Керченській протоці. Передчасно помер 20.08.2019. Залишились дружина та донька.
 Ковалюк Михайло Йосипович, 02.03.1960, Коломия Івано-Франківська область. Учасник АТО. Помер 20.08.2019.
 Проценко Сергій Олексійович, 01.02.1967, 52 роки, Коломия Івано-Франківська область. Учасник АТО, сержант, 128 ОГПБр. Помер 21.08.2019 у Коломиї. Похований на кладовищі с. Воскресинці. Залишився син.
 Куляс Михайло Іванович, 14.09.1969, Чечельник Вінницька область. Учасник АТО. У 2015—2016 проходив службу за мобілізацією, воював в районі Попасної, Зайцевого, Широкиного. Помер 23.08.2019. Похований у Чечельнику.
 Мороз Андрій, 1982 р.н, мешканець м. Івано-Франківськ. Учасник АТО, ОЗСП «Азов». Учасник Революції гідності. Близько 14:00 24.08.2019, в помешканні по вул. Декабристів, 52 в м. Івано-Франківську, в ході сварки застосував дві гранати РГД-5, в результаті чого загинув сам та його 36-річна співмешканка.
 Гузар Микола Іванович, 1972 р.н., Бучач Тернопільська область. Учасник АТО. Помер наприкінці серпня 2019. Похований 29.08.2019 у Бучачі.
 Щербина Ігор Петрович, мешканець м. Мелітополь Запорізька область. Учасник АТО, 25 ОПДБр. Помер 02.09.2019. Похований у Мелітополі.
 Горбачов Олександр, Оріхів Запорізька область. Учасник АТО/ООС. У 2015—2016 проходив службу за мобілізацією, у 2017—2019 — за контрактом, командир взводу. Пішов з життя 03.09.2019. Похований в Оріхові.
 Трачук Віктор, 1967 р.н., П'ядики Коломийський район Івано-Франківська область. Учасник АТО. Помер 04.09.2019 після важкої хвороби. Похований у с. П'ядики.
 Печенюк Михайло Іванович, 31.05.1974, Джурків Коломийський район Івано-Франківська область. Учасник АТО, проходив службу за мобілізацією. Помер 05.09.2019 внаслідок важкої хвороби. Похований у с. Джурків.
 Кобильськов Сергій («Храпун»), Дніпро. Учасник АТО, 20 ОМПБ. Помер 06.09.2019. Похований у Дніпрі, на ж/м Сонячний. Залишились мати і сестра.
 Филевич Антон Мирославович, 1996 р.н., Томашівці Калуський район Івано-Франківська область. Учасник АТО/ООС, 80 ОДШБр. 10.09.2019 направився, ймовірно, в лісовий масив та не повернувся, наступного дня о 12:20 виявлений місцевими мешканцями повішеним у закинутій будівлі с. Томашівці. Похований в Томашівцях.
 Чепіль Володимир Зіновійович, 22.06.1976, Глинськ (Жовківський район) Львівська область. Учасник АТО, доброволець. Помер 12.09.2019 внаслідок тривалої важкої хвороби, отриманої під час проходження військової служби. Похований у с. Глинськ. Залишилась донька.
 Коваль Ігор, Покров Дніпропетровська область. Учасник АТО. Трагічно загинув у м. Покров, похований 17.09.2019 у Покрові.
 Гладій Микола Васильович, 18.12.1973, Довгий Войнилів Калуський район Івано-Франківська область. Учасник АТО/ООС, 53 ОМБр. 1993 закінчив Калуський хіміко-технологічний технікум. Під час війни брав участь у бойових діях, зокрема, у 2015 в Станиці Луганській. Помер у Польщі в лікарні, — повідомлення надійшло з Українського консульства в Польщі 19.09.2019.
 Шкроботько Артур Андрійович, 04.01.1985, Лугівське Оріхівський район Запорізька область. Учасник АТО, 55 ОАБр. Проходив службу за контрактом у Запорізькому облвійськкоматі, старший механік групи зв'язку. З вересня 2017 брав участь в АТО у складі 55 ОАБр. Захворів під час проходження служби, був звільнений в запас у вересні 2019. Помер 18.09.2019 внаслідок важкої хвороби. Похований у с. Лугівське.
 Гуменюк Олександр Миколайович («Бджола»), 18.12.1971, Хмельницька область. Мешкав у м. Снігурівка Миколаївська область. Учасник АТО, 1 ОТБр, 3-й танковий батальйон, 8 механізована рота, командир роти, та 40 ОМПБ «Кривбас», 1-ша штурмова рота, командир роти. Закінчив Сімферопільське вище військове будівельне училище. Проходив службу у Котовську (нині — Подільськ) в ракетних військах, потім — у Херсонській частині на аеродромно-технічному обслуговуванні. Миротворець (Югославія, Албанія, Ліберія). У 2014 був призваний за мобілізацією. Учасник боїв за Дебальцеве, командував опорним пунктом «Бджола» 40-го батальйону поблизу с. Новогригорівка (Бахмутський район), вивів свою роту з оточення з малими втратами. Нагороджений медаллю ООН «За забезпечення миру», орденом «За мужність», медаллю «За службу Батьківщині». Помер 20.09.2019 в лікарні внаслідок хвороби. Без батька лишились двоє синів 17 і 14 років.
 Антонюк Роман Петрович, Каховка Херсонська область. Учасник АТО. Помер в лікарні 21.09.2019. Похований у Каховці.
 Север'янов Денис Васильович, 32 роки, Кременчук Полтавська область. Учасник АТО, зенітно-ракетний полк ОК «Схід». На початку 2015 був призваний за мобілізацією як доброволець, з березня 2015 виконував завдання в зоні АТО. Працював у «Новій Пошті». Помер 23.09.2019 внаслідок хвороби (хронічний гепатит). Поховання у секторі Героїв АТО Свіштовського цвинтаря Кременчука.
 Мучинський Микола Михайлович, 11.12.1993, Конюхи (Козівський район) Тернопільська область. Учасник АТО, 24 ОШБ «Айдар». Сирота. Учасник Революції Гідності. На війну пішов добровольцем з Майдану навесні 2014. Під час служби захворів, лікувався у Львівському госпіталі, але хвороба прогресувала. Помер 26.09.2019. Похований в с. Конюхи.
 Давидов Микола Олександрович («Ламбада»), мешкав у м. Дніпро. Учасник АТО, 43 ОМПБ «Патріот». Помер 27.09.2019 у лікарні ім. Мечникова м. Дніпро. Поховання на Краснопільському кладовищі.
 Сенюк Анатолій Васильович, 1987 р.н., Підгайчики (Коломийський район) Івано-Франківська область. Учасник АТО, 80 ОГШБр, 3-й батальйон (3 БТГр). Помер 29.09.2019. Поховання у с. Підгайчики.